# Victoria (film 2015)
Victoria – niemiecki dramat kryminalny z 2015 roku w reżyserii Sebastiana Schippera.

## Premiera
Światowa premiera filmu mała miejsce 7 lutego 2015 podczas 65. MFF w Berlinie, w ramach którego obraz brał udział w konkursie głównym. Na tym festiwalu operator Sturla Brandth Grøvlen odebrał Srebrnego Niedźwiedzia za najlepsze zdjęcia.
Polska premiera obrazu miała miejsce 6 sierpnia 2015, w ramach 4. Kołobrzeskiego Festiwalu Filmowego "Sensacyjne Lato Filmów". Do ogólnopolskiej dystrybucji kinowej obraz wszedł 22 listopada 2015.

## Obsada
- Laia Costa jako Victoria
- Frederick Lau jako  Sonne
- Franz Rogowski jako Boxer
- Max Mauff jako Fuss
- Burak Yigit jako Blinker
- André Hennicke jako Andi

i inni

## Nagrody i nominacje
65. MFF w Berlinie
- nagroda: Nagroda Sieci Niemieckich Kin Studyjnych − Sebastian Schipper
- nagroda: Nagroda Czytelników "Berliner Morgenpost" − Sebastian Schipper
- nagroda: Srebrny Niedźwiedź za wybitne osiągnięcie artystyczne − Sturla Brandth Grøvlen za najlepsze zdjęcia
- nominacja: Złoty Niedźwiedź − Sebastian Schipper

28. ceremonia wręczenia Europejskich Nagród Filmowych
- nominacja: Najlepszy Europejski Film − Sebastian Schipper i Jan Dressler
- nominacja: Najlepszy Europejski Reżyser − Sebastian Schipper
- nominacja: Najlepsza Europejska Aktorka − Laia Costa
- nominacja: Nagroda Publiczności − Sebastian Schipper

65. ceremonia wręczenia Niemieckich Nagród Filmowych
- nagroda: najlepszy film − Jan Dressler i Sebastian Schipper
- nagroda: najlepszy reżyser − Sebastian Schipper
- nagroda: najlepszy aktor pierwszoplanowy − Frederick Lau
- nagroda: najlepsza aktorka pierwszoplanowa − Laia Costa
- nagroda: najlepsze zdjęcia − Sturla Brandth Grøvlen
- nagroda: najlepsza muzyka − Nils Frahm
- nominacja: najlepszy dźwięk − Matthias Lempert, Magnus Pflüger i Fabian Schmidt